# Eufrosina Cruz
Pour les articles homonymes, voir Cruz et Mendoza.
Eufrosina Cruz Mendoza (née le 1er janvier 1979 à Santa María Quiegolani, Oaxaca) est une femme politique mexicaine et militante zapotèque, luttant pour l'égalité des sexes et les droits des femmes indigènes des communautés autochtones. En novembre 2010, elle est devenue la première femme autochtone élue d'Oaxaca, en accédant au poste de députée du Parti d'action nationale (PAN) et de présidente du conseil d'administration du congrès local. En décembre de la même année, Eufrosina Cruz a été nommée coordinatrice des affaires autochtones du Comité exécutif national du PAN. Elle est également la fondatrice et directrice de l'Asociación Civil QUIEGO (Queremos Unir Integrando por Equidad y Género en Oaxaca), qui promeut l'égalité des sexes à Oaxaca.
Le moment fondateur de la lutte d'Eufrosina Cruz pour l'égalité des sexes s'est produit lorsqu'il lui a été refusé de participer aux élections municipales de sa ville natale, Santa María Quiegolani pour le seul motif qu'elle était une  femme et non un homme. C'était une raison valable selon les lois, coutumes, traditionnelles locales. Son combat et son acharnement ont permis une réforme de la constitution donnant aux femmes des droits égaux à ceux des hommes en politique. Le 3 octobre 2008, Eufrosina Cruz a reçu le Prix national de la jeunesse pour sa contribution à la culture politique, décerné par le président mexicain Felipe Calderón.
Le samedi 30 juin 2018, elle a été expulsée du PAN en raison de son opposition à la candidature au poste de président de Ricardo Anaya en 2018.

## Biographie et carrière
Eufrosina Cruz est originaire d'un petit village zapotèque appelé Santa María Quiegolani dans l'État de Oaxaca, au Mexique, où le zapotèque est la langue principale. Elle vivait selon le mode traditionnel de la plupart des femmes zapotèques : se lever à 3 heures du matin, se procurer du carburant, moudre du maïs, préparer des tortillas, surveiller les enfants et nettoyer la maison. La plupart des filles de ces villages ont peu de chances de terminer leurs études primaires et sont mariées très jeunes à des hommes choisis par leur père. À l'âge de 11 ans, Eufrosina Cruz a décidé qu'elle ne voulait pas vivre comme ça et est partie étudier et apprendre l'espagnol. Elle voulait un avenir meilleur et arriver à aider les autres femmes victimes de discrimination et marginalisées. Elle est parvenue à obtenir un diplôme universitaire de comptabilité. Elle a ensuite trouvé un emploi d'enseignante dans les communautés indigènes. Dans ces communautés, elle enseignait l'éducation. Durant cette période, elle a fondé trois écoles secondaires dans des municipalités autochtones. Après cela, elle est retournée dans son village d'origine avec l'intention de changer la vie des femmes, comme elle l'avait fait pour la sienne.
Quand elle est revenue dans son village natal, la situation des femmes et leurs places n'avaient pas changé. Les femmes travaillaient toujours aussi dur mais n'avaient pas obtenu les mêmes droits que les hommes. De plus, elles étaient soumises aux hommes et restaient silencieuses lorsque ces derniers étaient présents. Les femmes ne pouvaient pas voter et n'avaient aucun poids dans la loi. C'est pour cela qu'Eufrosina s'est déclarée candidate pour être maire de Santa María Quiegolani, son village natal. Elle voulait rompre avec ces pratiques et ce manque d'égalité entre les hommes et les femmes. Cette idée était révolutionnaire, car le pouvoir politique local était traditionnellement dans les mains des hommes. Eufrosina aurait été la première femme maire de la municipalité de Santa María Quiegoliani. Ce fut un combat difficile car la plupart des gens ne voulaient pas d'une femme en tant que maire et répandaient des rumeurs, la ridiculisaient et la menaçaient.

### LoiUsos y Costumbres
En 2007, elle est finalement autorisée à participer aux élections, parce que la famille dirigeante pensait que personne dans le village n'oserait violer la tradition et voter pour une femme. À la surprise générale, Eufrosina Cruz a remporté les élections. Cependant, cette victoire n'a pas été acceptée par les autorités en place dans le village, qui ont annulé l'élection,. Les votes comptabilisés pour Cruz et sa candidature à la mairie ont été littéralement jetés à la poubelle. L'ancien maire de la municipalité a déclaré que « les femmes n'existent pas ici » et « les femmes ont été créées pour servir les hommes, pour cuisiner et s'occuper des enfants, mais pas pour gouverner. » 
L'autorité indigène a fondé sa décision sur la base des traditions orales, stipulant que les femmes ne sont pas autorisées à occuper des postes politiques dans la communauté. C'était en quelque sorte valable, puisque la loi usos y costumbres (réglant le système des us et coutumes) présente dans la constitution de l'État d'Oaxaca stipule que les communautés autochtones peuvent élire et former des partis selon leurs propres traditions et coutumes. Oaxaca est le seul État mexicain à disposer de cette loi, qui vise à respecter les pratiques démocratiques des communautés autochtones et à protéger leurs traditions. L'autorité communale, dans ce cas, l'emporte sur la politique globale de l'État. 418 des 570 lois municipales autochtones sont fondées sur la loi usos y costumbres ; dans 95 de ces communautés, les femmes n'avaient pas le droit de vote et n'étaient pas autorisées à prendre des décisions pour leur communauté.

## Succès d'Eufrosina Cruz
Eufrosina Cruz n'a pas renoncé et s'est adressée aux organisations de défense des droits humains et aux autorités de l'État. Cette affaire a été prise très au sérieux et à bénéficier d'une reconnaissance nationale auprès de l'État mexicain. Cela a provoqué un événement révolutionnaire. Pour la première fois, le 18 janvier 2008, l'ancien gouverneur a visité la petite communauté d'Eufrosina Cruz, pour exiger que les femmes puissent avoir une vie meilleure.
En février 2008, Eufrosina Cruz a déposé une plainte auprès de la Commission des droits de l'homme. Cette Commission a reconnu la violation de ses droits. Par conséquent, le gouvernement a présenté un texte visant à modifier l'article 25 de la constitution de l'État, qui a été approuvé par le congrès de l'État d'Oaxaca. Depuis le 21 septembre 2009, l'article 25, paragraphe A, section II, de la Constitution d'Oaxaca dispose : « La ley protegerá y propiciará las prácticas democráticas en todas la comunidades del estado de Oaxaca, para la elección de sus ayuntamientos, en los términos Establecidos por el artículo segundo, apartado A, fracciones III y VII de la Constitución Política de los Estados Unidos Mexicanos y 16 de la Constitución Política de Oaxaca; Establecerá los mecanismos para garantizar la plena y total participación de la mujer en dich y el ejercicio de su derecho a votar y ser votada in condiciones de igualdad con el de los varones, y sancionará su contravención. », (traduction libre : « La loi protège et facilite les pratiques démocratiques dans toutes les communautés de l'État d'Oaxaca, pour l'élection de leurs conseils, dans les termes établis par l'article deux, section A, sections III et VII de la Constitution des États-Unis du Mexique et 16 de la Constitution d'Oaxaca, établissent des mécanismes pour assurer la pleine participation des femmes à ces élections, et l'exercice de leur droit de vote et d'être élues dans des conditions égales à celle des hommes. ») 
En mars 2008, Eufrosina Cruz fonde QUIEGO, AC, dont elle devient la directrice (voir ci-dessous)
Le 3 octobre 2008, Eufrosina Cruz a reçu le Premio Nacional de la Juventud (Prix National de la Jeunesse) dans la catégorie contribution à la culture politique décernée par le Président du Mexique.
Eufrosina Cruz a représenté le Mexique à la conférence ibéro-américaine sur le genre et le développement. Elle a également représenté le Mexique aux conférences des femmes dirigeantes d'Iberoamerica.

### QUIEGO, AC
En mars 2008, Eufrosina Cruz a fondé l'association  QUIEGO (Queremos unir, integrando por la equidad y género, a Oaxaca). Le but de cette organisation, est d'attirer l'attention sur la situation des femmes autochtones et de garantir que les injustices telle que celle qu'a pu vivre Eufrosina ne se reproduisent plus. QUIEGO promeut l'égalité entre les hommes et les femmes autochtones et souhaite que les femmes aient des droits égaux en matière de développement personnel, de progrès et d'éducation. Cela se fera en promouvant les droits de l'homme, en soulignant l'importance de la liberté et en étant une femme, en créant des projets pour améliorer la qualité de vie des femmes et des ateliers sur les droits des femmes. Cela affectera non seulement les Quiegolani, mais aussi d'autres communautés autochtones de l'État d'Oaxaca.
Le 6 décembre 2008, l'association QUIEGO a organisé le premier forum de l'histoire de la région pour discuter de l'importance des femmes dans le développement communautaire et de leur droit d'accéder aux programmes sociaux. Peu de temps après le forum, le Secrétariat au Développement Agraire, Territorial et Urbain soutenu en finançant six projets productifs et exclusifs pour les femmes, dont une pharmacie communautaire, une boulangerie et un projet de couture. À San Jose Quianitas, les femmes ont pu voter et être candidates dans leur communauté.
En novembre 2010, un autre forum a été organisé par Eufrosina Cruz et QUIEGO concernant la liberté des femmes autochtones.
En 2009, Eufrosina Cruz a été sollicitée par plusieurs partis politiques pour participer aux élections de la Chambre fédérale des députés. La présidente de QUIEGO a rejeté les propositions et a exhorté ces mêmes partis à la création de mécanismes permettant aux femmes de participer à la vie publique dans les communes régies par la coutume.
En novembre 2010, Eufrosina Cruz a été nommée candidate à la vice-présidence du congrès local du PAN. Lorsque Gabino Cué Monteagudo (PAN) a remporté les élections, Eufrosina a été élue au bureau de la presidenta de la mesa directiva del congreso local (présidente du conseil d'administration du congrès local), devenant ainsi la première femme autochtone à présider le congrès de l'État d'Oaxaca. Le 14 décembre de cette même année, Eufrosina a été nommée coordinatrice des affaires autochtones du Comité exécutif national du PAN.